# Соната для скрипки і фортепіано № 9 (Бетховен)

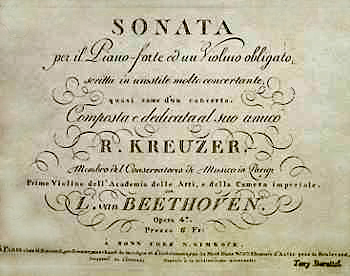
Титульна сторінка першого видання сонати (1805)

Соната № 9 для скрипки і фортепіано ля мажор, op. 47 (1802), «Крейцерова» соната, — один із найвідоміших камерних творів Людвіга ван Бетховена.
Складається з трьох частин:
1. Adagio sostenuto — Presto — Adagio
2. Andante con variazioni
3. Presto

Загальна тривалість твору коливається, залежно від виконавського трактування, у межах 37–40 хвилин, що незвично багато для сонатної форми початку XIX століття.

## Історія прем'єри
Спочатку сонату було присвячено скрипалеві Джорджу Бріджтаверові, який і став її першим виконавцем 24 травня 1803 року у Відні. Бетховен закінчив твір напередодні, ноти ще не встигли повністю переписати, тому Бетховен сам виконував фортепіанну партію частково за своїми чернетками, а частина твору була переписана в одному примірнику, і скрипалеві доводилося заглядати в ноти через плече піаніста. Фінал сонати, втім, був написаний раніше і призначався для Сонати для скрипки та фортепіано № 3 соль мажор, op.30. Повний текст посвячення мав жартівливий характер: «мулатська соната, складена для мулата Бріджтавера, великого блазня і мулатського композитора» (італ. Sonata mulattica composta per il Mulatto Brischdauer gran Pazzo e compositore mulattico) — це присвята збереглася на чорновому автографі в архіві композитора.
Існують різні версії щодо того, чому до друку соната потрапила з присвятою вже не Бріджтаверові, а Родольфу Крейцерові, що вважався перший скрипалем того часу. Широко поширена історія про те, що ввечері після прем'єри Бетховен і Бріджтавер посварилися через жінку (іноді стверджується, що Бріджтавер образив якусь знайому Бетховена), і Бетховен зняв присвяту та перепосвятив сонату французькому скрипалеві. Цю версію іноді пов'язують з книгою «Життя Бетховена» Олександра Вілока Теєра, хоча вперше вона, мабуть, з'явилася в мемуарній статті скрипаля Трілуела в англійському журналі «Musical World» (грудень 1858). На думку Миколи Слонімського, це пояснення є абсурдною вигадкою Бріджтавера, і Бетховен змінив присвяту просто тому, що ім'я Крейцера мало більшу привабливість для публіки. Натомість сам Крейцер ніколи не грав цієї сонати — щобільше, вважається, що він вважав її незручною для виконання.

## Музичні файли
Opus 47 — 1ⓘ

Opus 47— 2ⓘ

Opus 47— 3ⓘ